# Lancia Appia commerciali
La Lancia Appia è una autovettura prodotta dalla Lancia dal 1953 al 1963: le derivate cosiddette "Commerciali" (Furgoncino, Autolettiga e Camioncino) vennero prodotte dal 1954 al 1959.

## Le versioni "commerciali" (furgoncino, autolettiga, camioncino)

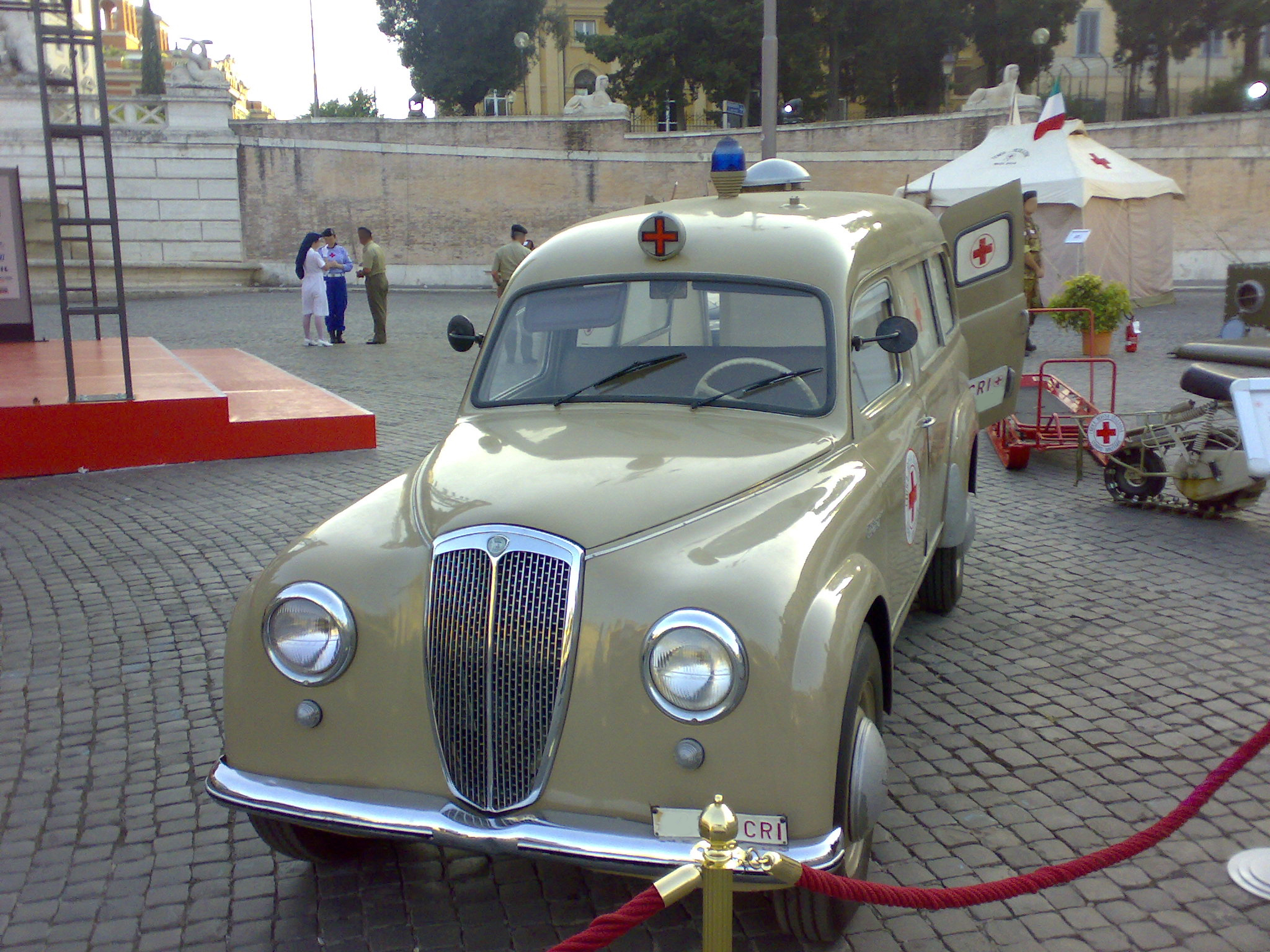
Autolettiga C86S

Da sempre all'avanguardia anche nel settore dei veicoli commerciali o industriali, la casa torinese, alla ripresa dell'attività nell'immediato dopoguerra (1945) prende a produrre un interessante furgoncino derivato dalla Ardea, cui fa seguito qualche tempo dopo la versione camioncino (e l'autolettiga).
Nel 1953, quando esce l'Appia, il furgoncino Ardea continua la sua vita sino a fine anno, poi, al Salone dell'automobile di Torino dell'aprile 1954, vedono la luce l'Appia furgoncino e la autolettiga mentre si preannuncia (appare già nelle pubblicità) il camioncino, che sarà posto in vendita l'anno successivo.
Tecnicamente questi veicoli si distinguono dalle berlina per un irrobustimento generale, il depotenziamento del motore, la adozione del cambio a 5 rapporti e di pneumatici maggiorati.

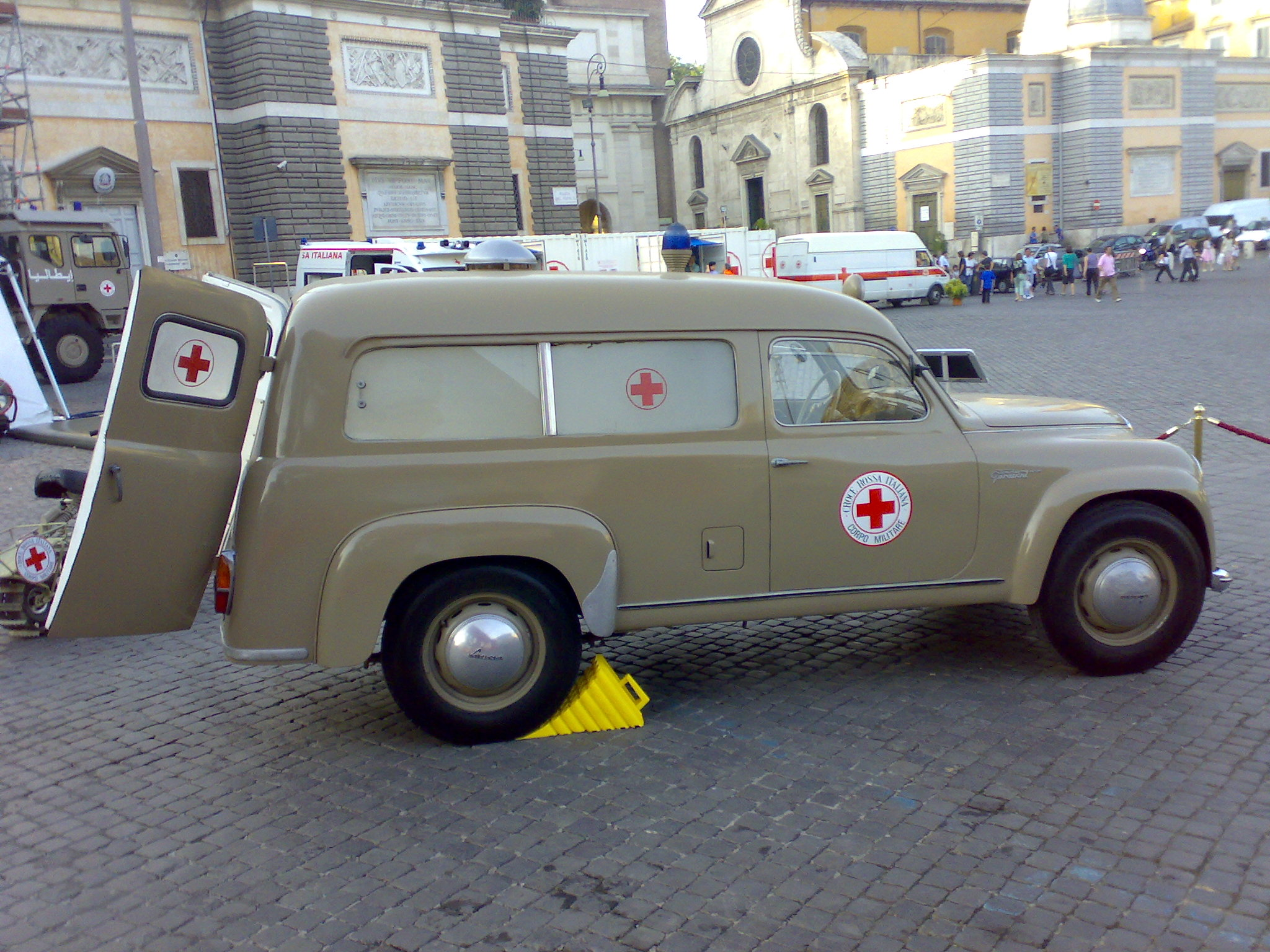
Vista laterale della C85S

La costruzione dell'autolettiga cessa al termine del 1955 mentre prosegue quella del furgoncino e del camioncino, che, in considerazione del successo ottenuto, vengono aggiornati nel 1956 (seconda serie, così come la berlina) e vengono prodotti sino al 1959. Praticamente immutata nella carrozzeria, questa seconda serie presenta migliorie meccaniche paragonabili a quelle della berlina (motore più potente, nuova carburazione, dinamo da 250W in luogo di quella da 130, rapporti al cambio diversi, prestazioni complessive migliori).
Nel 1959, grosso modo in concomitanza con l'uscita della terza serie Appia, la produzione del camioncino e del furgoncino si arresta. Poco dopo, sempre peraltro con motore di derivazione Appia, esce il più voluminoso e capiente furgone leggero a guida avanzata denominato "Jolly", che verrà costruito sino al 1963, quando sarà a sua volta sostituito dal "Superjolly" (derivato dal modello Flavia e quindi con motore da 1,5 litri) a trazione anteriore.

### Prima serie (Furgoncino, Autolettiga, Camioncino)

#### C80/C80S (Furgoncino) & C86/C86S (Autolettiga)

Vista di 3/4 posteriore del furgoncino Appia

Le principali differenze delle versioni furgoncino/autolettiga rispetto alla berlina I serie risiedono nel motore (depotenziato), nel cambio (qui a 5 rapporti, con l'aggiunta di una quinta marcia "surmoltiplicata"), in un rapporto al ponte più demoltiplicato, e, naturalmente, in ingombri e pesi maggiori. Le prestazioni velocistiche, d'altro canto, sono più limitate ed i consumi maggiori.
Caratteristiche principali
motore: anteriore a 4 cilindri a V di 1089,51 cm³, potenza 33 HP a 4400 giri, valvole in testa; 

carrozzeria: furgoncino 2 porte+portellone posteriore sdoppiato, scocca portante, sospensione anteriore ruote indipendenti, sospensione posteriore ad assale rigido;

trasmissione con trazione alle ruote posteriori, cambio a 5 rapporti+retromarcia ;

dimensioni e peso: passo cm 256 - lunghezza cm 406,4 - larghezza cm 158,2 - peso in ordine di marcia Kg 1.080 (furgoncino) e Kg 1.220 (autolettiga);

velocità max: Km/h 95

#### C83/C83S (Camioncino)

Vista di 3/4 anteriore del camioncino Appia

Le principali differenze della versione Camioncino rispetto alla berlina I serie risiedono nel motore (depotenziato), nel cambio (qui a 5 rapporti, con l'aggiunta di una quinta marcia "surmoltiplicata"), in un rapporto al ponte più demoltiplicato, e, naturalmente, in ingombri e pesi maggiori. Le prestazioni velocistiche, d'altro canto, sono più limitate ed i consumi sono maggiori.
Caratteristiche principali
motore: anteriore a 4 cilindri a V di 1089,51 cm³, potenza 33 HP a 4400 giri, valvole in testa; 

carrozzeria: camioncino 2 porte+cassone con sponde (eventualmente telonato), scocca portante, sospensione anteriore ruote indipendenti, sospensione posteriore ad assale rigido;

trasmissione con trazione alle ruote posteriori, cambio a 5 rapporti+retromarcia 

dimensioni e peso: passo cm 266,0 - lunghezza cm 437,0 - larghezza cm 163,0 - peso in ordine di marcia Kg 1.150;

velocità max: Km/h 90

### Caratteristiche tecniche della prima serie
Al Salone dell'automobile di Torino dell'aprile 1954, vedono la luce l'Appia Furgoncino e la Autolettiga mentre si preannuncia (appare già nelle pubblicità) il Camioncino, che tuttavia sarà posto in vendita dall'anno successivo.
La costruzione dell'autolettiga cessa al termine del 1955 mentre prosegue quella del furgoncino e del camioncino, che nella primavera del 1956, in concomitanza con l'uscita della seconda serie Appia, vengono aggiornati.
Le principali differenze delle versioni furgoncino/autolettiga rispetto alla berlina I serie sono:

L'autolettiga Appia

1. potenza massima 33 cv a 4.400 giri (anziché 38 cv a 4.400-4.600 giri);
2. coppia motrice massima 6,4 kgm a 2.600 giri (anziché 7,2 kgm a 3.000 giri);
3. alimentazione mediante 1 carburatore invertito Solex 30 BI (anziché Solex 32/30 BI), con conseguente diversa regolazione;
4. cambio a 5 rapporti+ retromarcia (rispetto alla berlina, che monta il cambio a 4 rapporti+retromarcia, viene aggiunto un quinto rapporto surmoltiplicato);
5. rapporto al ponte "accorciato" (7/46 - pari a 6,571:1 - anziché il 9/41 - pari a 4,556 - della berlina);
6. maggior diametro di sterzata (metri 10,50 anziché i 9,70 della berlina);
7. ruote con cerchi da 16" (anziché da 15");
8. maggiori dimensioni degli pneumatici (6.00 x 16 T anziché i 155 x 15 della berlina);
9. maggiori valori delle pressioni di gonfiaggio degli pneumatici;
10. passo cm 256,0 (anziché cm 248,0);
11. carreggiate più ampie (anteriormente cm 127,7 anziché cm 117,8 e posteriormente cm 135,0 anziché cm 118,2);
12. maggiore lunghezza del veicolo (cm 406,4 anziché i cm 386,5/387,7 della berlina);
13. maggiore larghezza del veicolo (cm 158,2 anziché cm 142,0);
14. maggiore altezza del veicolo (cm 171,5 anziché cm 142,2);
15. peso maggiore: kg 1.080 il furgone e kg 1.220 l'autolettiga, contro gli 820 kg della berlina);
16. velocità massima più ridotta (95 km all'ora contro 120);
17. minore pendenza superabile (in prima marcia, 22% contro 32%);
18. maggiore consumo (secondo norme CUNA, litri 9,4 ogni 100 km anziché gli 8,0 litri della berlina);
19. prezzi: Lire 1.310.000 il furgoncino e Lire 1.750.000 l'autolettiga, anziché Lire 1.331.500 della berlina;
20. carrozzeria di foggia diversa, assenza di deflettori alle porte anteriori, gamma colori estremamente ridotta (ma con tinteggiatura bicolore), diversi allestimenti interni, abolizione dell'illuminazione dell'abitacolo.

Furgoncino prima serie Tipo C80, 2 porte+portellone posteriore sdoppiato, con guida a destra; C80S invece con guida a sinistra
Autolettiga prima serie Tipo C86 con guida a destra; C86S con guida a sinistra
Camioncino prima serie Tipo C 83, 2 porte+cassone con sponde, con guida a destra; C83S con guida a sinistra.
- Periodo di produzione:

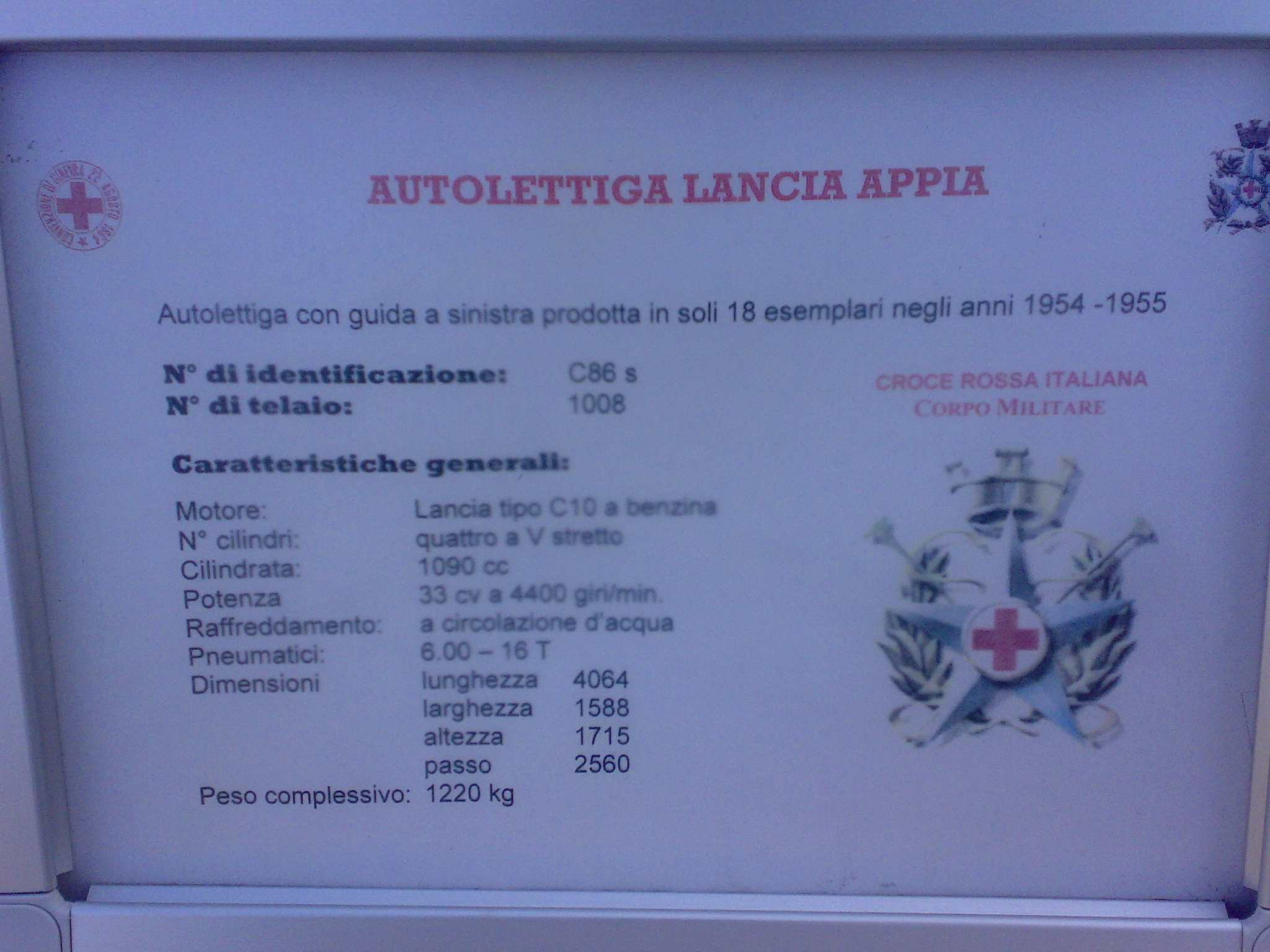
Caratteristiche tecniche della C86S

  - Furgoncino: dall'aprile 1954 al gennaio/febbraio 1956
  - Autolettiga: dall'aprile 1954 alla fine del 1955
  - Camioncino: dall'aprile 1955 al gennaio/febbraio 1956
- Motore: tipo C10N
- Numerazione progressiva telai:
  - tipo C80: da 1001 a 1879; totale esemplari prodotti 879
  - tipo C80S: da 1001 a 1762; totale esemplari prodotti 762
  - tipo C86: da 1001 a 1021; totale esemplari prodotti 21
  - tipo C86S: da 1001 a 1018; totale esemplari prodotti 18
  - tipo C83: da 1001 a 1145; totale esemplari prodotti 145
  - tipo C83S: da 1001 a 1169; totale esemplari prodotti 169

Totale unità prodotte: 1.994
- Carrozzeria, arredamenti ed accessori
  - sedili: doppi sedili anteriori  (a poltroncina) con leva anteriore, in basso, per lo scorrimento longitudinale;
  - vano motore: non illuminato; sbloccaggio cofano dall'interno della vettura (leva sotto il cruscotto): il cofano si socchiude e richiede un successivo intervento per spostare una levetta di sicurezza, dopodiché un'asta di arresto lo mantiene sollevato (per richiudere: liberare l'asta di arresto spingendo verso l'alto il cofano e riabbassare chiudendo di colpo)
  - comandi al volante: leva per commutazione luci, leva comando cambio, pulsanti per avvisatore elettroacustico (due, opposte, sulle razze del volante);
  - comandi sotto al cruscotto: leva per sbloccaggio cofano motore, leva freno a mano, interruttore-regolatore per riscaldatore, acceleratore a mano, aereatore, azzeratore contachilometri parziale, starter, comando motorino avviamento, aereatore
  - comandi al cruscotto: interruttore a chiave per servizi ed accensione, pomello luci esterne ed illuminazione strumentazione, comando indicatori di direzione con relativa spia, pomello comando tergicristallo
  - strumentazione: racchiusa in un quadro dalla singolare forma a ventaglio (ed illuminabile ruotando sulla destra il pomello comando luci di posizione/proiettori) comprendente: il tachimetro (da 10 a 130 km/orari, con cifre ogni 20 km/h), il contachilometri progressivo e quello giornaliero azzerabile, l'indicatore della pressione dell'olio, l'indicatore del livello della benzina presente nel serbatoio, la spia per l'insufficiente tensione della dinamo e la spia per la riserva della benzina
  - accessori: parabrezza a vetro curvo, con dispositivo per getto di aria calda all'interno per disappannamento o disgelo, funzionante con il riscaldatore; riscaldatore abitacolo: sotto il cruscotto, con sportelli di chiusura (tipo a radiatore d'acqua calda e ventilatore elettrico) con rubinetto di apertura/chiusura della presa d'acqua all'uscita del motore; comando riscaldatore: tramite azionamento dell'apposito pomello e regolazione velocità del ventilatore sotto il bordo del cruscotto; dispositivo per getto di aria calda all'interno per disappannamento o disgelo del parabrezza, funzionante con il riscaldatore; aereatori: due bocche d'aria sul cruscotto, con apertura e chiusura comandabili; tergicristallo a doppia racchetta (con arresto del tergitore in posizione abbassata); avvisatore elettroacustico con comando tramite pulsante al centro del volante e sulle razze del volante stesso; la versione autolettiga è munita (come quasi tutte le ambulanze circolanti all'epoca in Europa) di una croce luminosa posizionata centralmente sul tetto, appena sopra al parabrezza, e di due specchi retrovisori applicati alle due portiere anteriori
  - gamma colori: furgoncino fornito con due colorazioni, una grigio medio (con parti "sfondate" tinteggiate in tonalità più chiara) e la seconda verde bottiglia (con le parti "sfondate" tinteggiate in avorio).
- Bollo auto
  - Potenza fiscale in Italia CV 13; bollo auto:

nel 1954=Lire 13.500
nel 1955/57=Lire 20.300
dal 1959 al 1962=Lire 20.700
dall'1-1-1963 al 31-12-1980=Lire 21.700
Le principali differenze della versione camioncino rispetto alle versioni furgoncino/autolettiga:
1. rapporto al ponte "accorciato" (7/50 - pari a 7,143:1);
2. maggiori dimensioni degli pneumatici (6.40 x 16 T);
3. passo cm 266,0;
4. carreggiate più ampie (anteriormente cm 128,5 e posteriormente cm 135,8);
5. maggiore lunghezza (cm 437,0 - secondo alcune fonti cm 417,7);
6. maggiore larghezza (cm 163,0 );
7. maggiore altezza (cm 172,0 - che diventano cm 202,0 quando il camioncino è "telonato");
8. peso maggiore: kg 1.150;
9. velocità massima più ridotta (90 km all'ora);
10. maggiore consumo (secondo norme CUNA, litri 10,3 ogni 100 km);
11. prezzo: Lire 1.390.000;
12. carrozzeria di foggia diversa, con 2 porte più il cassone con sponde (eventualmente telonato), gamma colori estremamente ridotta (ma con tinteggiatura bicolore), diversi allestimenti interni.

### Seconda serie (Furgoncino, Camioncino)

#### C80/C80S (Furgoncino)
In considerazione del buon successo commerciale ottenuto, nel 1956, quando esce la seconda serie, il Furgoncino ed il Camioncino Appia vengono lasciati in vita ed aggiornati.
Praticamente immutati nella carrozzeria, questi "derivati" della seconda serie presentano migliorie meccaniche paragonabili a quelle della berlina (motore più potente, nuova carburazione, dinamo da 250W in luogo di quella da 130, rapporti al cambio diversi, prestazioni complessive migliori).

Vista di 3/4 posteriore del camioncino Appia

Nel 1959 - grosso modo in concomitanza con l'uscita della terza serie Appia - la produzione del camioncino e del furgoncino si arresta, per lasciar posto ad un nuovo più voluminoso e capiente furgone leggero a guida avanzata, denominato "Jolly" ma sempre munito di motore Appia.
Caratteristiche principali
motore: anteriore a 4 cilindri a V di 1089,51 cm³, potenza 36,5 HP a 4500 giri, valvole in testa; 

carrozzeria: furgoncino 2 porte+portellone posteriore sdoppiato, scocca portante, sospensione anteriore ruote indipendenti, sospensione posteriore ad assale rigido;

trasmissione con trazione alle ruote posteriori, cambio a 5 rapporti+retromarcia ;

dimensioni e peso: passo cm 256 - lunghezza cm 406,4 - larghezza cm 158,2 - peso in ordine di marcia Kg 1.100 circa; 

velocità max: Km/h 105.

#### C83/C83S (Camioncino)
Nel 1959 - grosso modo in concomitanza con l'uscita della terza serie Appia - la produzione del camioncino e del furgoncino si arresta: il camioncino non verrà più riproposto, mentre il furgoncino lascia il posto ad un nuovo più voluminoso e capiente furgone leggero a guida avanzata, denominato "Jolly" ma sempre munito di motore Appia.
Caratteristiche principali
motore: anteriore a 4 cilindri a V di 1089,51 cm³, potenza 36,5 HP a 4500 giri, valvole in testa;

carrozzeria: camioncino 2 porte+cassone con sponde, scocca portante, sospensione anteriore ruote indipendenti, sospensione posteriore ad assale rigido;

trasmissione con trazione alle ruote posteriori, cambio a 5 rapporti+retromarcia;

dimensioni e peso: passo cm 266,0 - lunghezza cm 437,0 - larghezza cm 163,0 - peso in ordine di marcia oltre Kg 1.150 (circa); 

velocità max: Km/h 95 (circa).

### Caratteristiche tecniche della seconda serie
In considerazione del buon successo commerciale ottenuto, nel 1956, quando esce la seconda serie, il Furgoncino ed il Camioncino Appia vengono lasciati in vita ed aggiornati.
Praticamente immutati nella carrozzeria, questi "derivati" della seconda serie presentano migliorie meccaniche paragonabili a quelle della berlina (motore più potente, nuova carburazione, dinamo da 250W in luogo di quella da 130, rapporti al cambio diversi, prestazioni complessive migliori).
Nel 1959, grosso modo in concomitanza con l'uscita della terza serie Appia, la produzione del camioncino e del furgoncino si arresta, per lasciar posto ad un nuovo più voluminoso e capiente furgone leggero a guida avanzata, denominato "Jolly" ma sempre munito di motore Appia.
Furgoncino seconda serie Tipo C80 2 porte+portellone posteriore sdoppiato, con guida a destra; C80S con guida a sinistra
Camioncino seconda serie Tipo C83 2 porte+cassone con sponde e guida a destra; C83S con guida a sinistra
- Periodo di produzione:
  - dalla primavera 1956 alla primavera 1959
- Motore: tipo C10N
- Numerazione progressiva telai:
  - tipo C80: da 1880 a 2099; totale esemplari prodotti 220
  - tipo C80S: da 1763 a 2762; totale esemplari prodotti 1.000
  - tipo C83: da 1146 a 1225; totale esemplari prodotti 80
  - tipo C83S: da 1170 a 1735; totale esemplari prodotti 566

totale unità prodotte: 1.866
- Carrozzeria, arredamenti ed accessori
  - sedili: doppi sedili anteriori  (a poltroncina) con leva anteriore, in basso, per lo scorrimento longitudinale
  - vano motore: non illuminato; sbloccaggio cofano dall'interno della vettura (leva sotto il cruscotto): il cofano si socchiude e richiede un successivo intervento per spostare una levetta di sicurezza, dopodiché un'asta di arresto lo mantiene sollevato (per richiudere: liberare l'asta di arresto spingendo verso l'alto il cofano e riabbassare chiudendo di colpo)
  - comandi al cruscotto: interruttore a chiave per servizi ed accensione, pomello luci esterne ed illuminazione strumentazione, comando indicatori di direzione con relativa spia, pomello comando tergicristallo, pomello comando spruzzatori (assente nella 1ª serie). A differenza dei veicoli della 1ª serie, quelli della 2ª serie erano muniti dell'interruttore d'accensione con dispositivo di avviamento incorporato; l'avviamento si otteneva schiacciando a fondo la chiave dopo averle fatto fare una rotazione di 180° rispetto alla posizione di riposo. Fino ai veicoli C80*2099, C80S*2194, C83*1225 e C83S*1941 era montato anche l'acceleratore a mano, leva non più montata sui telai successivi.
  - strumentazione: identica alla prima serie
  - accessori: parabrezza a vetro curvo, con dispositivo per getto di aria calda all'interno per disappannamento o disgelo, funzionante con il riscaldatore; riscaldatore abitacolo; tergicristallo a doppia racchetta (con arresto del tergitore in posizione abbassata); avvisatore elettroacustico con comando al volante
  - gamma colori: furgoncino fornito con due colorazioni, una grigio medio (con parti "sfondate" tinteggiate in tonalità più chiara) e la seconda verde bottiglia (con le parti "sfondate" tinteggiate in avorio).
- Bollo auto
  - Potenza fiscale in Italia CV 13; bollo auto:

nel 1956/57=Lire 20.300
dal 1959 al 1962=Lire 20.700
dall'1-1-1963 al 31-12-1980=Lire 21.700
Queste le principali differenze che contraddistinguono il Furgoncino II serie da quello della I serie:
1. migliorie al motore;
2. nuovi dati distribuzione;
3. variazione del valore del rapporto di compressione  (7,20:1 invece di 7,40:1);
4. aumento della potenza da 33 cv a 4400 giri a 36,5 cv a 4500 giri;
5. aumento della coppia motrice massima, da 6,4 kgm a 2600 giri a 7,7 kgm a 2000 giriM;
6. maggiore capacità del circuito di lubrificazione (lt 3,8 invece di lt 3,5);
7. maggiore capacità del circuito di raffreddamento (lt 6,0 invece di lt 5,5);
8. nuova bobina Marelli (tipo B17L invece di B17A);
9. nuovo distributore d'accensione Marelli (S69L invece di S54C, con anticipo automatico a 24° anziché 28°);
10. nuovo tipo di candele (AC 45XL oppure Champio N5 anziché Marelli CW200B);
11. diverso valore dell'apertura contatti del distributore d'accensione (mm 0,42/0,48 anziché 0,30/0,40);
12. nuovo carburatore Solex tipo 32/30BI (anziché 30BI) con nuovi dati di regolazione;
13. batteria da 40Ah (anziché 38);
14. nuova dinamo da 250Watt (Marelli DN44B) anziché da 130Watt (Marelli DN28A);
15. nuovo Regolatore Marelli IR32A (anziché Marelli IR19A oppure Bosch RS/UD 130/12/5);
16. nuovo motorino di avviamento elettrico Marelli MT 40 A (12 V), della potenza di 0,515 Kw (anziché  Marelli MT 35 A (cv 0,7 – 12 V);
17. frizione rinforzata (carico sui dischi kg 236 anziché kg 176);
18. variati i rapporti del cambio: I=3,795:1 (anziché 3,912:1), II 2,206:1 (anziché 2,175:1), III 1,413:1 (anziché 1,417:1), IV 1:1 (invariata), V 0,901:1 (anziché 0,859:1), Retromarcia 5.420_1 (anziché 5,589:1);
19. maggiore capacità olio scatola cambio (litri 1,45 anziché litri1,30);
20. maggiore capacità olio scatola gruppo differenziale (litri 1,65 anziché 1,50);
21. miglioramento e potenziamento dell'impianto frenante;
22. migliorie alla tiranteria dello sterzo;
23. adozione della guida a sinistra, a destra su richiesta (in precedenza guida a destra, a sinistra su richiesta);
24. leggero aumento del peso del veicolo;
25. incremento della velocità massima (da 95 a 105 km orari) e delle velocità raggiungibili nelle varie marce;
26. leggero incremento della pendenza massima superabile in prima marcia (dal 22% al 23%);
27. piccolo aumento del prezzo di listino (da Lire 1.310.000 a Lire 1.325.000).

Le principali differenze della versione camioncino rispetto alle versioni furgoncino
1. rapporto al ponte "accorciato" (7/20);
2. maggiori dimensioni degli pneumatici (6.40 x 16 T);
3. passo cm 266,0;
4. carreggiate più ampie (anteriormente cm 128,5 e posteriormente cm 135,8);
5. maggiore lunghezza (cm 437,0 - secondo alcune fonti cm 417,7);
6. maggiore larghezza (cm 163,0 );
7. maggiore altezza (cm 172,0 - che diventano cm 202,0 quando il camioncino è "telonato");
8. peso maggiore: kg 1.150;
9. velocità massima più ridotta (95 km all'ora);
10. maggiore consumo (secondo norme CUNA, litri 9,7 ogni 100 km);
11. prezzo: Lire 1.405.000;
12. carrozzeria di foggia diversa, con 2 porte più il cassone con sponde (eventualmente telonato), gamma colori estremamente ridotta (ma con tinteggiatura bicolore), diversi allestimenti interni.

## Schema periodi commercializzazione Appia "commerciali"
| Schema commercializzazione versioni Appia "commerciali" | Schema commercializzazione versioni Appia "commerciali" | Schema commercializzazione versioni Appia "commerciali" | Schema commercializzazione versioni Appia "commerciali" | Schema commercializzazione versioni Appia "commerciali" | Schema commercializzazione versioni Appia "commerciali" |
| ------------------------------------------------------- | ------------------------------------------------------- | ------------------------------------------------------- | ------------------------------------------------------- | ------------------------------------------------------- | ------------------------------------------------------- |
|                                                         |                                                         |                                                         |                                                         |                                                         |                                                         |
|                                                         | Prima serie                                             | Prima serie                                             | Prima serie                                             | Seconda serie                                           | Seconda serie                                           |
| Anni                                                    | Furgoncini                                              | Autolettighe                                            | Camioncini                                              | Furgoncini                                              | Camioncini                                              |
|                                                         |                                                         |                                                         |                                                         |                                                         |                                                         |
| 1954                                                    | da aprile                                               | da aprile                                               | ---                                                     | ---                                                     | ---                                                     |
| 1955                                                    | anno intero                                             | anno intero                                             | da aprile                                               | ---                                                     | ---                                                     |
| 1956                                                    | sino a marzo/aprile                                     | ---                                                     | sino a marzo/aprile                                     | da maggio                                               | da maggio                                               |
| 1957                                                    | ---                                                     | ---                                                     | ---                                                     | anno intero                                             | anno intero                                             |
| 1958                                                    | ---                                                     | ---                                                     | ---                                                     | anno intero                                             | anno intero                                             |
| 1959                                                    | ---                                                     | ---                                                     | ---                                                     | sino a marzo                                            | sino a marzo                                            |

## Dati produzione Appia "commerciali"
| Dati produzione Appia "commerciali" (Furgoncini, Autolettighe, Camioncini) | Dati produzione Appia "commerciali" (Furgoncini, Autolettighe, Camioncini) | Dati produzione Appia "commerciali" (Furgoncini, Autolettighe, Camioncini) | Dati produzione Appia "commerciali" (Furgoncini, Autolettighe, Camioncini) |
| -------------------------------------------------------------------------- | -------------------------------------------------------------------------- | -------------------------------------------------------------------------- | -------------------------------------------------------------------------- |
|                                                                            |                                                                            |                                                                            |                                                                            |
| Anni                                                                       | Prima serie                                                                | Seconda serie                                                              | Totale                                                                     |
|                                                                            |                                                                            |                                                                            |                                                                            |
| 1954                                                                       | 693                                                                        | ---                                                                        | 693                                                                        |
| 1955                                                                       | 1079                                                                       | ---                                                                        | 1079                                                                       |
| 1956                                                                       | 222                                                                        | 324                                                                        | 546                                                                        |
| 1957                                                                       | ---                                                                        | 712                                                                        | 712                                                                        |
| 1958                                                                       | ---                                                                        | 671                                                                        | 671                                                                        |
| 1959                                                                       | ---                                                                        | 162                                                                        | 162                                                                        |
|                                                                            |                                                                            |                                                                            |                                                                            |
| Totale                                                                     | 1.994 [a]                                                                  | 1.869 [b]                                                                  | 3.863 [c]                                                                  |
|                                                                            |                                                                            |                                                                            |                                                                            |

Note:
[a]: di cui 1.641 furgoncini, 39 ambulanze e 314 camioncini;

[b]: il dato "per modello" conduce ad un totale di sole 1.866 unità (1.220 furgoncini e 646 camioncini);

[c]: i dati "per modello" conducono ad un totale di sole 3.860 unità (2.861 furgoncini, 39 ambulanze e 960 camioncini).

## Il furgoncino "Jolly"

Il furgone Jolly a cabina avanzata lanciato nel 1959

Il furgone "Jolly", che prende il posto dell'analogo veicolo commerciale Appia, viene immesso sul mercato nella primavera del 1959 ed è costruito sino a tutto il 1963, poi nel 1964 viene a sua volta sostituito dal "Superjolly" (derivato dal modello Lancia Flavia e quindi con motore da 1,5 litri) a trazione anteriore.
Va precisato che, a differenza di furgoncini e camioncini Ardea o Appia che tutti hanno sempre considerato come veicoli "derivati" dalla berlina, i furgoni "Jolly" sono invece stati spesso assimilati ai veri e propri veicoli industriali.
Caratteristiche principali
motore: anteriore a 4 cilindri a V di 1089,51 cm³, potenza 36,5 HP a 4500 giri, valvole in testa; 

carrozzeria: furgone con 2 porte per accesso all'abitacolo + porte laterali e portellone posteriore per accesso al vano di carico, scocca portante, sospensione anteriore ruote indipendenti, sospensione posteriore ad assale rigido;

trasmissione con trazione alle ruote posteriori, cambio a 5 rapporti+retromarcia;

dimensioni e peso: passo cm 248,0 - lunghezza cm 459,5 - larghezza cm 181,5 ; 

velocità max: Km/h 97.

### Dati produzione furgone Jolly
| Dati produzione furgone "Jolly" | Dati produzione furgone "Jolly" |
| ------------------------------- | ------------------------------- |
| Anni                            | Unità prodotte                  |
| 1959                            | 146                             |
| 1960                            | 921                             |
| 1961                            | 746                             |
| 1962                            | 620                             |
| 1963                            | 517                             |
| Totale                          | 2.950 [a]                       |
|                                 |                                 |

Nota:
[a]: secondo alcune fonti, le unità costruite complessivamente sarebbero 3.011, di cui 130 con guida a destra e 2.881 con guida a sinistra

### Caratteristiche tecniche del Lancia Jolly furgone
La configurazione di carrozzeria è quella di un furgone con 2 porte per accesso all'abitacolo, porta laterale sulla fiancata destra e portellone posteriore unico per accesso al vano di carico; porte per accesso all'abitacolo munite di vetri discendenti. Il prezzo in Italia nel 1963 era di Lire 1.420.000 (di listino) mentre il bollo auto per una potenza fiscale di CV 13 era, dal 1959 al 1962 di Lire 20.700 e dall'1-1-1963 al 31-12-1980 di Lire 21.700.
- Periodo di produzione:
  - dalla primavera 1959 alla fine del 1963
- Modelli:
  - tipo 809.03, furgone con guida a sinistra
  - tipo 809.04, furgone con guida a destra
- Motore: tipo 809.00
- Numerazione progressiva telai:
  - tipo 809.03: da 1001 in avanti
  - tipo 809.04: da 1001 in avanti
- Unità prodotte:
  - totale 2.950 (di cui soltanto poco più di un centinaio con guida a destra)